# Castello di Czocha
Il castello di Czocha (in tedesco: Tzschocha, in Latino Caychow) è un castello difensivo nel villaggio di Czocha (Gmina Lesna), nel distretto di Lubań, Voivodato della Bassa Slesia (Polonia del sudovest). Il castello si affaccia sul Lago Leśnia, presso il fiume Queis, in ciò che oggi è la parte polacca dell'Alta Lusazia. Il castello è stato costruito sullo Gneiss e la sua parte più antica è il dongione, mentre le strutture abitabili furono aggiunte successivamente.